# 宝兴五加
宝兴五加（学名：Eleutherococcus baoxinensis）为五加科五加属的植物，是中国的特有植物。分布在中国大陆的四川省等地，目前尚未由人工引种栽培。

## 异名
- Acanthopanax baoxinensis X. P. Fang et C. H. Hsieh